# 知識体系
知識体系（ちしきたいけい、英: Body of Knowledge、BOKまたはBoK）は、関連する職能団体Professional associationによって定義される専門領域を構成する概念、用語、および活動などの完全セットを表す用語である。
用語『知識体系』はまた、知識体系そのものが単に用語、専門図書リスト、ライブラリ、WebサイトまたはWebサイトの集合、専門機能の記述、あるいは情報の集合よりも多彩な知識を定義するドキュメント記述のため使われる。それは、受け容れられた特定領域内概念体系である。

## 知識体系の例
以下は様々な専門組織からの知識体系の例である。
土木工学知識体系 (CEBOK)

共通知識体系 (CBK)
国際情報セキュリティ (Information Security) 専門家のため
ソフトウエア工学知識体系 (SWEBOK)
ソフトウェア工学の専門家のため
プロジェクト管理知識体系 (PMBOK)
PMIから
プロジェクト管理の熟達のため
GISTBoK (GISTBoK)
地理分野のため
エンタープライズ・アーキテクチャ知識体系 (EABOK)エンタープライズアーキテクチャの熟達のため
事業分析知識体系 (BABOK)
IIBAから
ビジネス分析の専門家のため
データ管理知識体系 (DMBOK)
DAMAから
データ管理の専門家のため
モデリングとシミュレーション知識体系 (M＆S BoK, MSBOK)

サイバー犯罪捜査知識体系 (CIBOK)
サイバー犯罪捜査・対策に関わる法執行機関や企業リスク管理の専門家のため
セキュリティ知識体系 (SecBoK)
情報セキュリティに関する業務に携わる人材のため
ソフトウェア品質知識体系ガイド (SQuBOK)
ソフトウェア品質に関する知識を整理・体系化するため

## ツール
ツールソフトウェアなどを列挙する
Kreeo
BOK概念を使う知識管理